# Auguste Marie François Beernaert
Auguste Marie François Beernaert (26. července 1829 Ostende - 6. října 1912 Lucern) byl belgický politik, 14. premiér Belgie od října 1884 do března 1894, v roce 1909 spolu s Paulem Henrim d'Estournelles de Constantem získal Nobelovu cenu míru.
V roce 1873 byl zvolen do Poslanecké sněmovny, stal se ministrem veřejných prací, velkou měrou se zasloužil o zlepšení železničních, kanalizačních a silničních komunikací. Po odchodu z čela belgické vlády reprezentoval svou zemi na konferencích v Haagu v letech 1899 a 1907. Roku 1909 obdržel spolu s Paulem Henrim d'Estournelles de Constantem Nobelovu cenu míru za svou práci na ustanovení Stálého rozhodčího soudu.